# Faan (buurtschap)
Faan (Gronings: t Foan) is een buurtschap in het dorp Niekerk in de gemeente Westerkwartier in de provincie Groningen in Nederland. Het woord faan komt van het Oudfriese 'fane', wat veen betekent. De omgeving is dan ook inderdaad veenachtig.
Faan ligt aan het Hoendiep en de brug in de weg van Zuidhorn naar Niekerk heet dan ook de Fanerbrug. Ten noorden van Faan ligt het Niekerksterdiep.
Het dorp had een hervormde kerk die in 1613 werd vernieuwd en in 1828 werd afgebroken. Het gebouw direct ten noorden van het Huis Bijma, dat in 1860 werd gesloopt.
De naam geniet in de provincie enige bekendheid vanwege de verhalen rond Rudolf de Mepsche die ook wel als de Mepsche van Faan bekendstaat en woonde in Huis Bijma. Een poging in 2008 om een gedenkteken van 165.000 euro op te richten voor zowel de slachtoffers van de Mepsche als om de borgplaats weer te geven, strandde, omdat de gemeenteraad van Grootegast de kosten hiervoor te hoog vond en de voorkeur gaf aan een eenvoudiger gedenkteken.

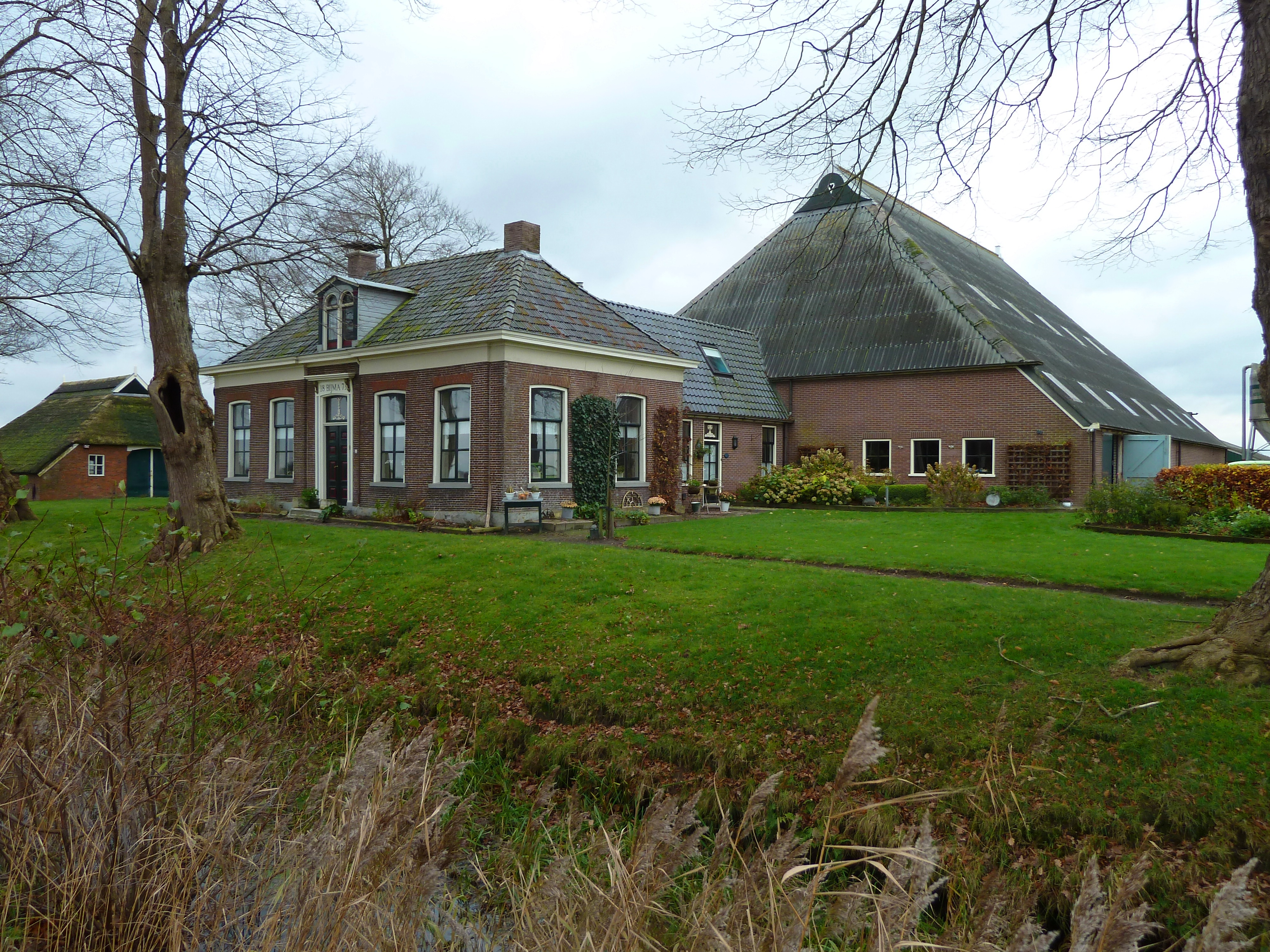
Het vroegere schathuis van Huis Bijma, later verbouwd tot boerderij
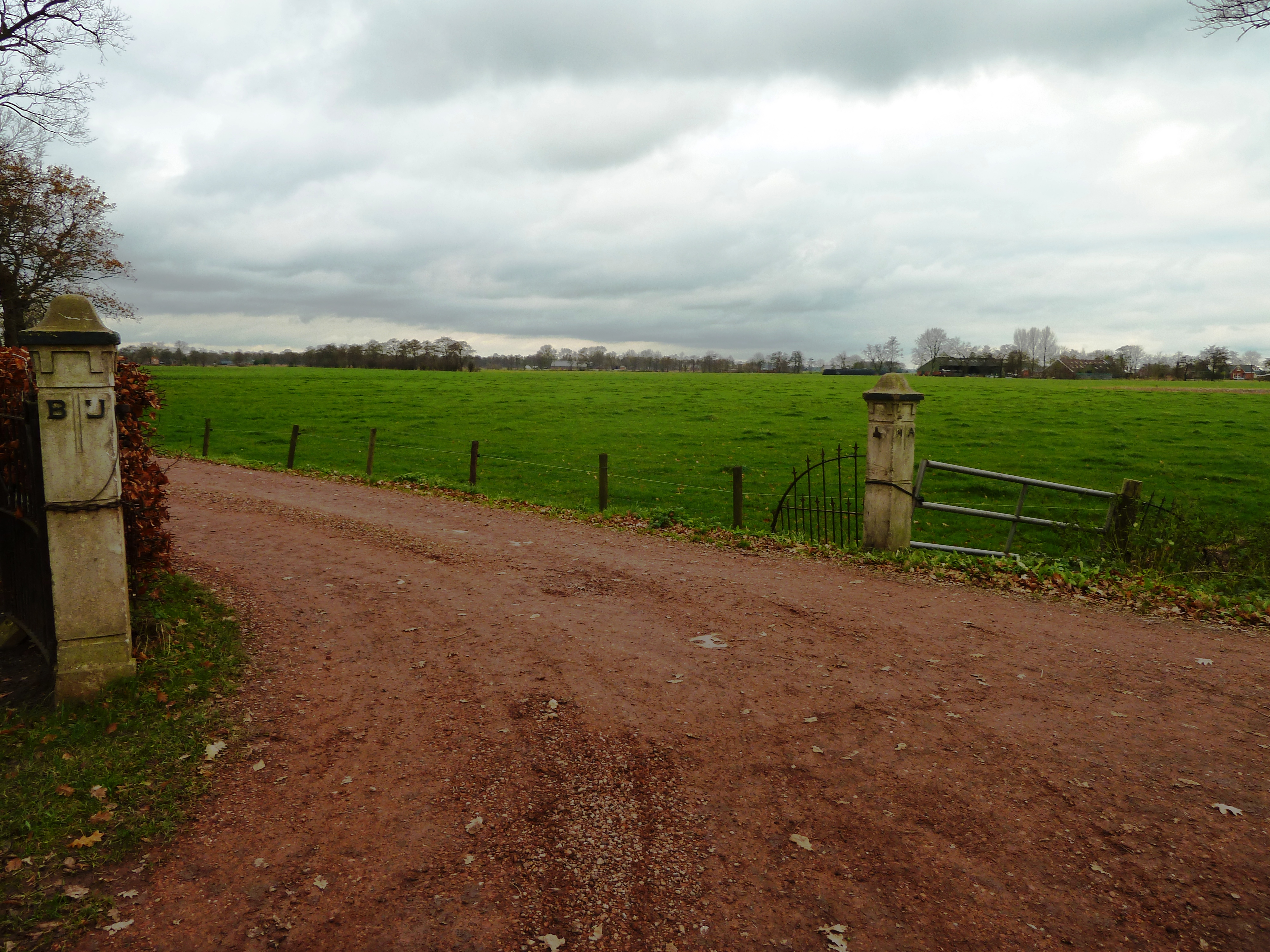
Naast de boerderij het voormalige borgterrein van Bijma, waar de borg en het kerkje stonden